# Flerovij
Flerovij je kemijski element atomskog (rednog) broja 114 i atomske mase 289. U periodnom sustavu elemenata predstavlja ga simbol Fl.